# Eamonn Campbell

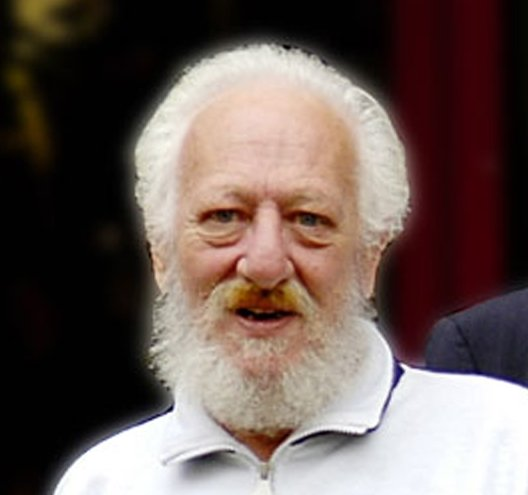
Eamonn Campbell (2005)

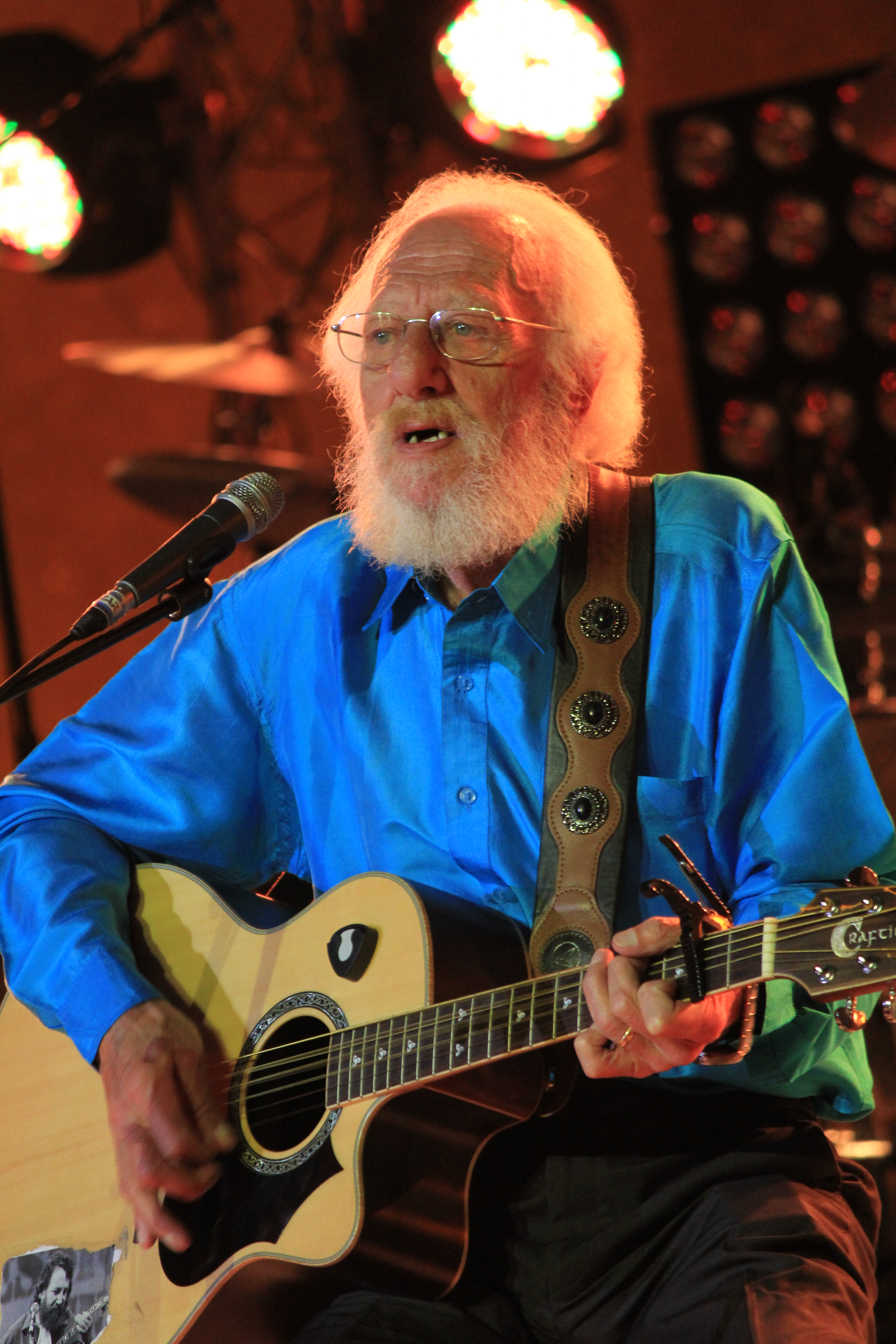
Eamonn Campbell als Mitglied von The Dublin Legends (2014)

Eamonn Campbell (* 29. November 1946 in Drogheda, County Louth; † 18. Oktober 2017 in Ede, Gelderland, Niederlande) war ein irischer Folk-Musiker.
Ab 1988 war Campbell Mitglied der Dubliners und ab 2013 der Nachfolgeband The Dublin Legends. Er spielte Gitarre und sang. Seine raue Stimme ähnelte der des früheren Dubliners-Mitglieds Ronnie Drew.